# Bledius arcticus
Bledius arcticus är en skalbaggsart som beskrevs av J. Sahlberg 1890. Bledius arcticus ingår i släktet Bledius, och familjen kortvingar. Arten är reproducerande i Sverige.